# 海角一樂園
《海角一樂園》（Der Schweizerische Robinson）是瑞士小說家约翰·达维德·维斯（Johann David Wyss）的小說，出版於1812年。

## 劇情簡介
傳教士帶著太太和四個小孩乘船到南美洲度假，途中遇到暴風，致使大船觸礁，船員及船長棄船逃逸，傳教士一家漂流到一座孤島上。
他們靠著船上的物資補給及一家人同心協力的經營，把一座無人島開墾的有如人間樂園。歷經十年才被人發現。他們有的決定重返文明社會，有的則決定繼續留守這海角一樂園。

## 外部連結
- The Swiss Family Robinson, available at Internet Archive (original edition scanned books with illustrations in color)